# Богословија у Плашком
Плашка богословија основана је 1746. године у Плашком, тадашњем седишту Горњокарловачке епископије као Централно училиште за Горњокарловачку и Костајничку епархију. Основао ју је тадашњи епископ Горњокарловачки Павле Ненадовић у договору са епископом костајничким Алексијем Андрејевићем. Слична школа основана је и у Залужници код Врховина. Обе богословске школе издржавале су црквене општине и свештенство, уплаћујући годишње од три до осам форинти.
Познати ученик, а потом и професор у овој богословији био је митрополит дабробосански Николај Мандић, ујак Николе Тесле.